# 카를 벤츠

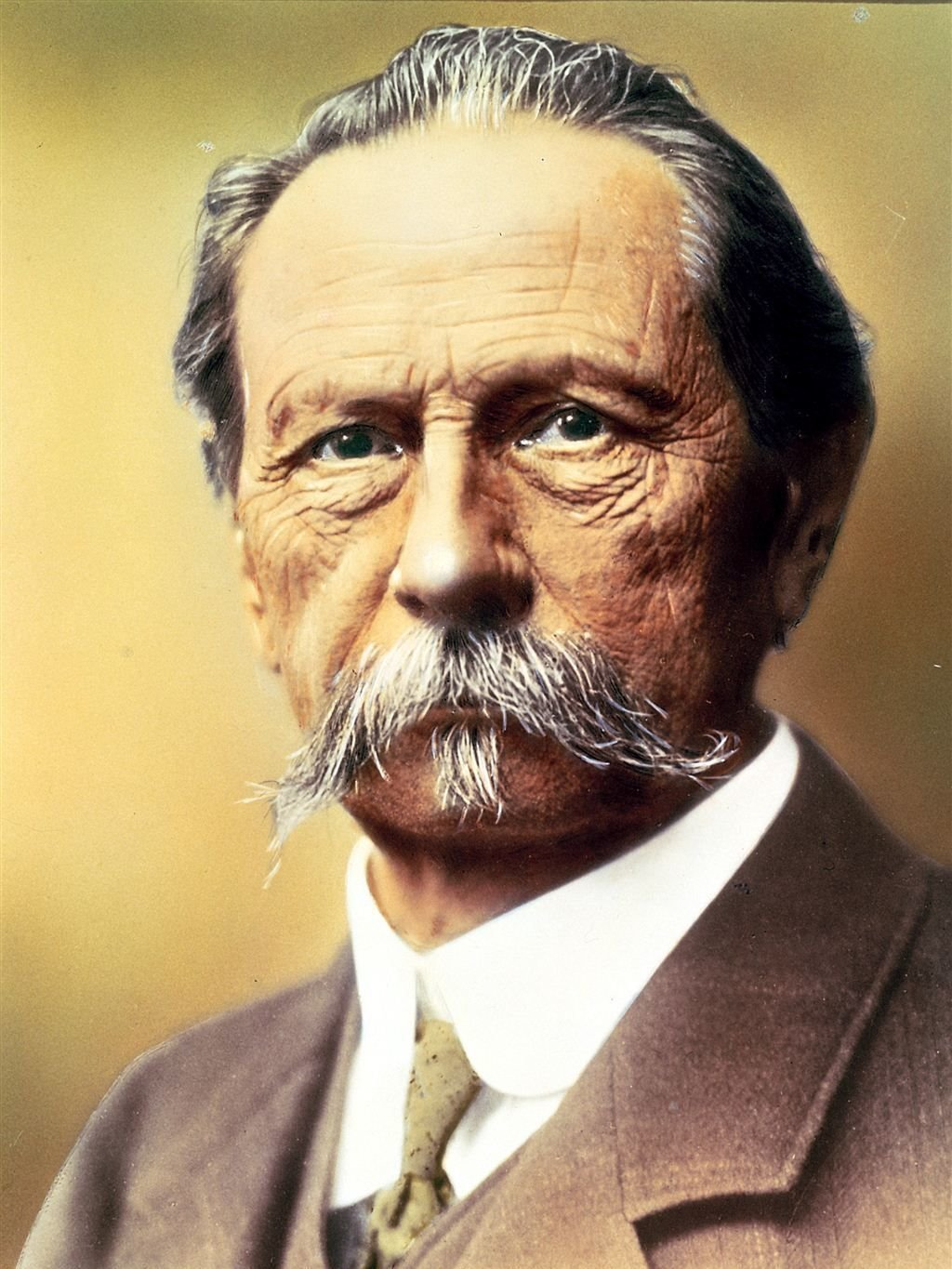
카를 벤츠

카를 프리드리히 벤츠(독일어: Carl Friedrich Benz, 1844년 11월 25일 ~ 1929년 4월 4일)는 독일의 기술자이자 기업인이다. 독일의 자동차 회사 메르세데스 벤츠사의 설립자로 알려져 있다.

## 가솔린 내연기관의 발명

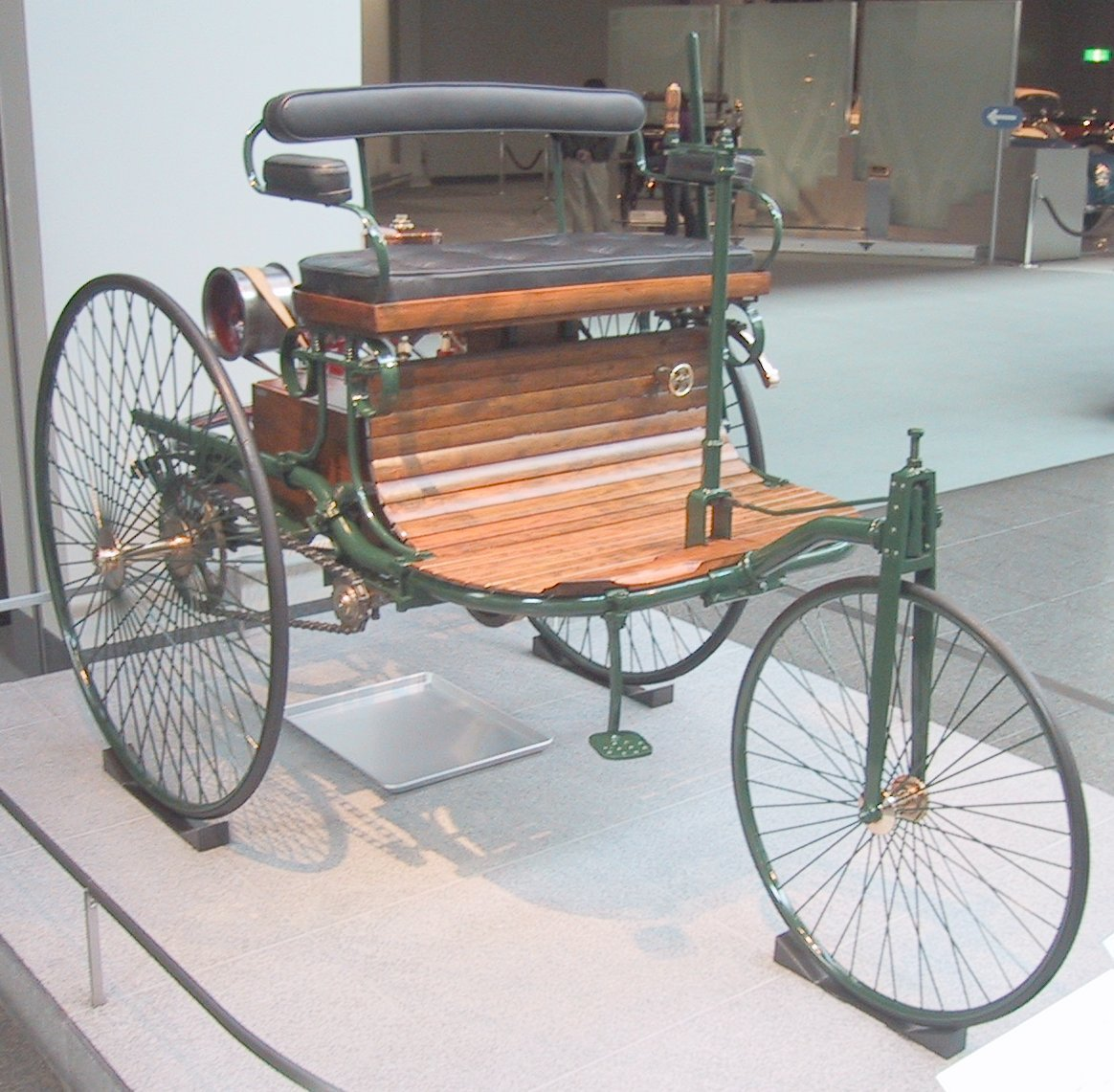
1885년 벤츠가 발명한 자동차

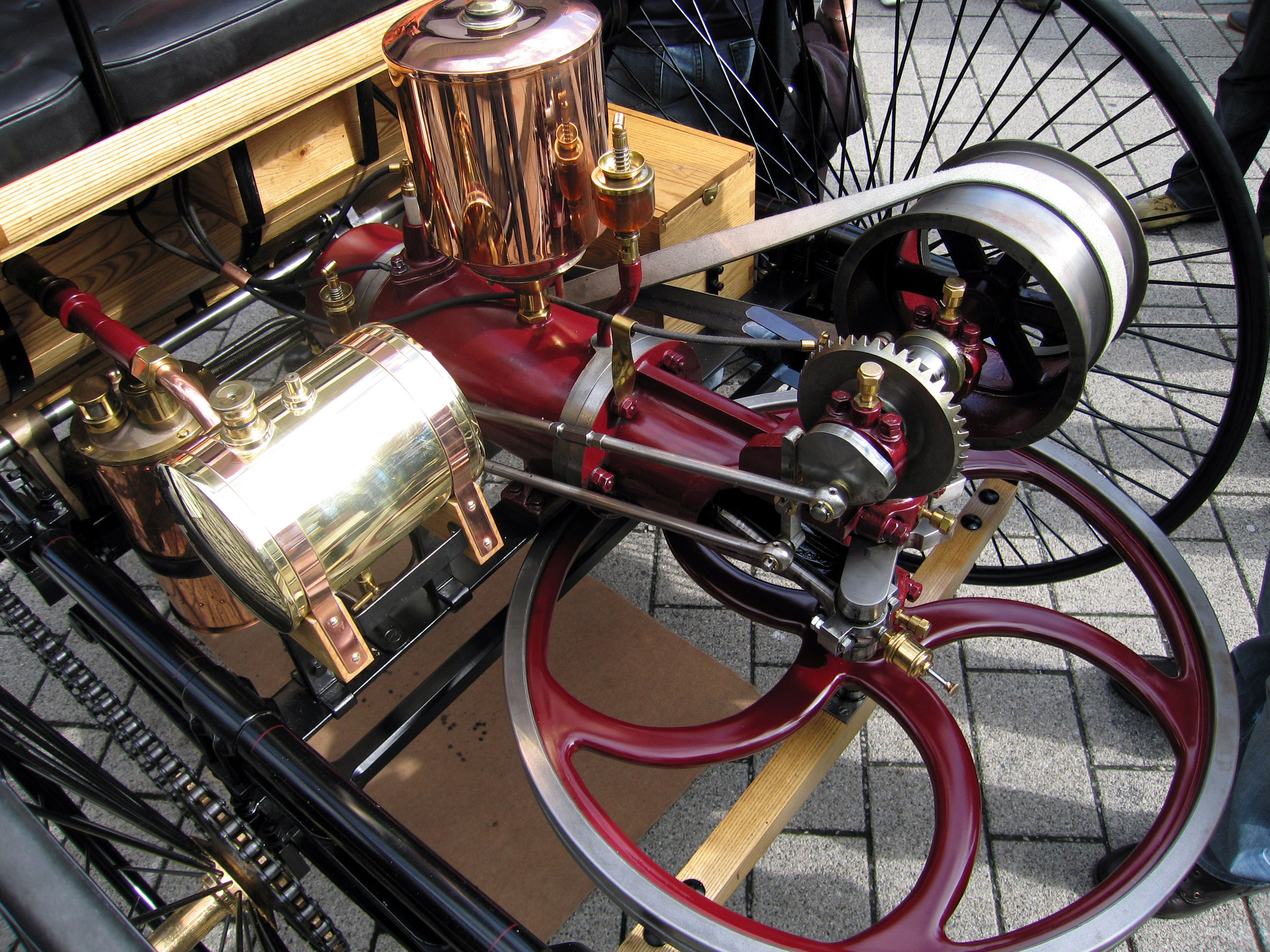
벤츠가 발명한 자동차의 가솔린 엔진

작은 모형의 고속 엔진을 연구하여, 1878년 가스 고속 엔진을 발명하고, 1885년 최초의 가솔린 엔진을 이용한 3륜차 모토바겐(motorwagen)을 만들었다. 독일 바덴뷔르템베르크주 만하임에 벤츠 공장을 만들었다가, 1926년 다이믈러의 공장과 합쳐 다이믈러 벤츠 공장을 세웠다. 벤츠의 개발은 오늘날의 자동차 산업의 효시가 되었다.

## 다임러 벤츠와 메르세데스-벤츠
1926년 벤츠와 다임러 모토즈는 제1차세계 대전 이후 악화된 경영환경을 극복하기 위해 통합을 하여 '다임러 벤츠'로 회사명을 바꾼다. 그리고 자동차 브랜드의 이름을 메르세데스 벤츠로 명명한다. 이후 다임러 벤츠와 크라이슬러가 합쳐져 '다임러 크라이슬러'가 되었다. 다임러 크라이슬러는 옛 마이바흐를 부활시켰다. 그러나 2007년에 다임러 크라이슬러는 다시 다임러 벤츠와 크라이슬러로 분리되었으며, 그와 동시에 다임러 벤츠는 회사명을 '다임러 AG'로 변경하여 오늘날까지 이르고 있다.

## 같이 보기
- 지크프리트 마르쿠스